# Microbotryum silenes-acaulis
Microbotryum silenes-acaulis är en svampart som beskrevs av M. Lutz, Piatek, Kemler & Chleb. 2008. Microbotryum silenes-acaulis ingår i släktet Microbotryum och familjen Microbotryaceae.   Inga underarter finns listade i Catalogue of Life.